# Big Lake (Minnesota)
Big Lake és una població dels Estats Units a l'estat de Minnesota. Segons el cens del 2000 tenia 6.063 habitants.

## Demografia
Segons el cens del 2000, Big Lake tenia 6.063 habitants, 2.117 habitatges, i 1.570 famílies. La densitat de població era de 652,1 habitants per km².
Dels 2.117 habitatges en un 44,6% hi vivien nens de menys de 18 anys, en un 58,1% hi vivien parelles casades, en un 9,9% dones solteres, i en un 25,8% no eren unitats familiars. En el 17,4% dels habitatges hi vivien persones soles el 4,5% de les quals corresponia a persones de 65 anys o més que vivien soles. El nombre mitjà de persones vivint en cada habitatge era de 2,86 i el nombre mitjà de persones que vivien en cada família era de 3,23.
Per edats la població es repartia de la següent manera: un 32,5% tenia menys de 18 anys, un 9,8% entre 18 i 24, un 37,3% entre 25 i 44, un 14,8% de 45 a 60 i un 5,6% 65 anys o més.
L'edat mediana era de 29 anys. Per cada 100 dones de 18 o més anys hi havia 101,2 homes.
La renda mediana per habitatge era de 50.658 $ i la renda mediana per família de 54.038 $. Els homes tenien una renda mediana de 35.279 $ mentre que les dones 26.601 $. La renda per capita de la població era de 18.931 $. Entorn del 3,5% de les famílies i el 4,7% de la població estaven per davall del llindar de pobresa.

## Poblacions més properes
El següent diagrama mostra les poblacions més properes.